# PFC Oleksandria
FC Oleksandria (în ucraineană ФК Олександрія), în trecut cunoscut și ca Polihraftekhnika și PFC Oleksandria, este un club de fotbal din Oleksandria, Ucraina.